# چی کپک، وئیودشیپ پدلسکیه
چی کپک، وئیودشیپ پدلسکیه (به لاتین: Trzy Kopce, Podlaskie Voivodeship) یک روستای لهستان در لهستان است که در Gmina Płaska واقع شده‌است.